# Marián Blaha

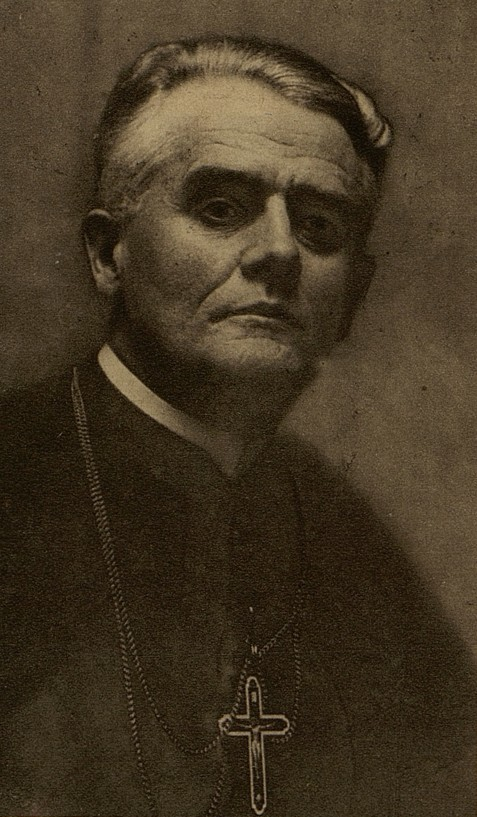
Marián Blaha, 1922

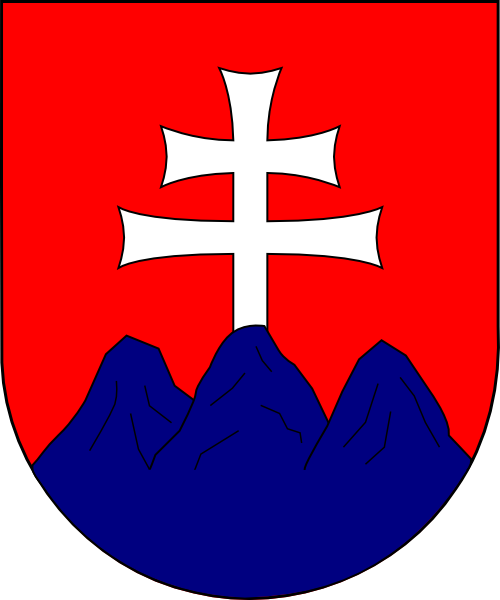
Wappen

Marián Blaha (* 10. Juli 1869 in Liptovský Hrádok, Österreich-Ungarn als Jakub Marián Blcha; † 21. August 1943 in Svätý Kríž nad Hronom, Tschechoslowakei) war ein slowakischer Geistlicher.
Blcha besuchte das Gymnasium in Levoča. Theologie studierte er am Priesterseminar in Spišská Kapitula. Er wurde am 29. Juni 1893 zum Priester geweiht. Nach seiner Priesterweihe arbeitete er ein Jahr als Seelsorger in Ždiar. Vom 29. Juni 1893 bis zum 30. Oktober 1895 war er Kaplan in Nižné Ružbachy, dann wurde er Kaplan in Kežmark. Bis 1903 arbeitete er als Erzieher in der Familie des Grafen Andrej Zamoyský auf der Burg in Stara Ľubovna. 1915 änderte er seinen Namen in Marián Blaha. Nach dem Tod des Zipser Bischofs Alexander Párvy am 24. März 1919 wurde er am 4. August 1919 vom Kapitel zum Kapitularvikar der Zipser Diözese gewählt.
Nach dem Zerfall Österreich-Ungarns und der Entstehung der Tschechoslowakei musste die Bischofsfrage in der Slowakei dringend gelöst werden. Nach dem Zerfall von Österreich-Ungarn und der Gründung der Tschechoslowakischen Republik musste die Bischofsfrage in der Slowakei dringend gelöst werden. Der Bischof von Nitra, Vilmos Batthyány, und der Bischof von Banská Bystrica, Wolfgang Radnai, wurden aus dem Gebiet der Tschechoslowakei ausgewiesen. Der Bischof von Rožňava, Ľudovít Balás, starb am 18. September 1920 in Rožňava. Die Regierung erwog, dass der Bischof von Košice, Augustín Fischer-Cobrie, aus dem Amt entfernt werden sollte. Der größte Teil des Erzbistums Esztergom war Teil der Tschechoslowakei und Erzbischof János Csernoch blieb in Esztergom, Ungarn.
In dieser Situation beschloss Papst Benedikt XV. im geheimen Konsistorium am 13. November 1920 die ersten drei slowakisen Bischöfe zu ernennen – Marián Blaha für die Diözese Bansko Bystrica, Karol Kmeťek für die Diözese Nitra und Ján Vojtaššák für die Diözese Zips. Am 16. Dezember 1920 nahm Papst Benedikt XV. den Rücktritt von Vilmos Batthyány an und ernannte Kmet’ko zum Bischof von Nitra. Am gleichen Tag wurde auch Marián Bláha zum Bischof von Banská Bystrica und Ján Vojtaššák zum Bischof von Spiš. Clemente Micara, Apostolischer Nuntius in der Tschechoslowakei, weihte alle drei am 13. Februar 1921 in Nitra zu Bischöfen. Mitkonsekratoren waren Karel Boromejský Kašpar, Weihbischof in Königgrätz, und Anton Podlaha, Weihbischof in Prag.
Er war Mitbegründer der Hlinkas Slowakische Volkspartei. Seit 1938 zog er sich aufgrund einer schweren Krankheit nach und nach aus dem öffentlichen Leben zurück. Am 14. Juni 1941 wurde Andrej Škrábik zu seinem Koadjutor ernannt. Ab August 1941 übernahm dieser faktisch die Verwaltung der Diözese. Marián Blaha starb am 21. August 1943 in Svät Kríž nad Hronom (heute Žiar nad Hronom) und Škrábik folgte ihm als Bischof nach. Blaha wurde in der Bischofsgruft in Žiar nad Hronom bestattet.